# TempleOS
TempleOS（原名：J Operating System、SparrowOS及LoseThos）是一款旨在成为《圣经》中第三圣殿的轻量级操作系统。此操作系统在美国程序员特伦斯·安德鲁·戴维斯经历了其称为“来自上帝的启示”后，独自一人研发十年完成。
TempleOS被认为是一款基于x86-64架构的现代化康懋达64机型，其界面类似DOS及Turbo C的合体。戴维斯声称系统的诸多特性，如640x480的分辨率、16位色显示及单音频语音，都是由上帝亲自指导他编写而成。TempleOS使用C的变种（HolyC）而非BASIC写成，同时附带了独创的飞行模拟器、编译器及内核。
TempleOS于2013年发布，其最后更新于2017年。科技社群的多数给予了此系统好评，戴维斯还在网上获得了一小撮拥簇者。戴维斯于2018年8月11日逝世。

## 背景

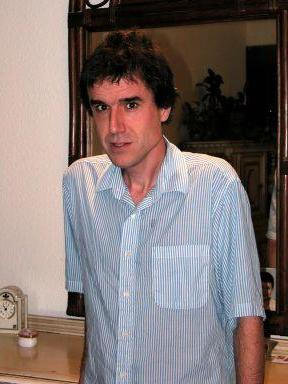
约2000年时的特伦斯·安德鲁·戴维斯

TempleOS的開發者特伦斯·安德鲁·戴维斯自1996年起不断遭遇躁狂发作，此后便经常在精神病院里接受治疗。戴维斯起初被诊断为躁郁症，后被定为精神分裂症；其余生都保持无业状态。他不断遭受外星人及政府官员将其带到医院接受精神治疗的幻觉。在多次其所谓“启示”之后，他声称与上帝与他进行了直接交流，并告诉他这款操作系统是为了第三圣殿而打造。
戴维斯约在2003年其开始研发TempleOS。 这款操作系统在更名至“LoseThos”（1986年《野战排》电影中的一幕）前名为“J 操作系统”。2008年，戴维斯写道LoseThos“主要是为了制作电子游戏，其没有任何的网络或互联网支持。我认为，（这么做）需要重新造轮子。”在确定使用名称“TempleOS”前，它还曾用过名称“SparrowOS”。2013年年中，戴维斯在网站上宣布：
God's temple is finished. Now, God kills CIA until it spreads.

上帝的神庙已经建成。现在，上帝杀死了中央情报局，直到它扩散为止。（原文如此）
戴维斯于2018年8月11日被火车撞击而死。

## 系统概览
TempleOS是一款64位、仅有2兆字节大小、协作式多任务、多核心、以公有领域开放源代码、仅使用ring-0、单一地址、无网络的PC操作系统。 此操作系统运行8位ASCII图形界面，内置了以640x480分辨率的16色VGA模式运行的2D及3D图形库。与多数现代操作系统类似，其内建了键鼠支持。除此之外，它还支持ISO 9660、FAT32及支持文件压缩的RedSea文件系统（戴维斯的绝笔）。据戴维斯称，这些规范——如640x480分辨率、16色显示及单音频语音——都是由上帝亲自教导他完成。他解释道低分辨率是为了孩童能更方便画出上帝。
此操作系统包含了原创的飞行模拟器、编译器及内核。其中一款内置游戏《埃及之后》（After Egypt）需要玩家前往燃烧的荆棘并使用“高速秒表”。秒表的作用与神谕类似，它可生成伪随机的文本。戴维斯将其比作通灵板和说方言。以下是随机生成的示例文本：
among consigned penally result perverseness checked stated held sensation reasonings skies adversity Dakota lip Suffer approached enact displacing feast Canst pearl doing alms comprehendeth nought
戴维斯利用C及C++构建了编程语言“HolyC”，其不仅是C的一个分支，还是TempleOS的编程语言。用户可使用HolyC与壳层交互，也可用其通过壳层界面撰写并执行程序。内置于TempleOS中的集成开发环境支持诸多特性，如在程式碼内嵌入图像。开发环境使用了一种非标准的文本格式（DolDoc，也由戴维斯本人开发），该格式支持将超文本链接、图像、三维网格嵌入到其他的标准ASCII文件中。一个文件的原始碼注释中甚至可以嵌入旋转的三维水箱模型。原始碼可被即时编译。戴维斯最终为操作系统写下了超过10万行程式碼。

## 外界评价
TempleOS收到了多半好评。技术记者大卫·卡塞尔（David Cassel）认为这有部分是因为“编程网站尝试去获得足够的耐心及理解来顺应戴维斯”。 TechRepublic及OSNews发表的文章给了戴维斯的作品积极评价，虽然后者在之后因为戴维斯对其读者及职工的恶意评论将戴维斯的账号封禁。TechRepublic的编者詹姆斯·桑德斯（James Sanders）认为“TempleOS证明了一个人展现其超凡技术实力的奉献精神及热情。而这就够了。”OSNews的编辑克罗克·卡门（Kroc Camen）写道：这款操作系统“展示出了计算机还能够成为兴趣；为什么现在的人都这么一本正经？如果我要编写一款使用形意舞作为输入法的编程系统，我应该被允许这么做，像蘋果这类的公司罪该万死。”2017年，该操作系统参加了于法国2017布罗涅举办的非主流艺术展。
在戴维斯死后，OSNews的编辑汤姆·霍尔韦达（Thom Holwerda）写道：“戴维斯显而易见是个天资聪颖的程序员——撰写一整个操作系统是个不小的壮举——看到他受到精神疾病的折磨，我们感到悲痛”。一位粉丝将戴维斯称作“编程界的传奇”；还有一位计算机工程师将TempleOS的开发比喻为一个人建造的摩天大楼。这位工程师先前仔细地和戴维斯讨论过这个话题，认为他若没有精神病的话，他将会是又一个“史蒂夫·乔布斯”或“史蒂夫·沃兹尼亚克”。他还补充道“戴维斯一个人撰写整个系统的事实震惊了我”且“一个外行人是难以理解如此非凡的成就”。另外一位计算机工程师说TempleOS的创新无人能及，特别是运行在计算机处理器上的特定部分来达到“极其快”速度的方式。 

## 另请参阅
- 创造力及精神健康（英语：Creativity and mental health）
- 圣经软件（英语：Biblical software）
- 宗教及电子游戏（英语：Religion and video games）
- 算法作曲